# Peel, Isle of Man
Den här artikeln handlar om staden. Se även Peel (olika betydelser).
Peel (manx: Purt ny h-Inshey , engelska: Port of the Island) är Isle of Mans fjärde största stad. Peel brukar ofta kallas för Isle of Mans enda stad för att det är här öns enda katedral finns. Peel har en befolkning på ungefär 5 000 personer.
Peel kallas också för den rosenröda staden (engelska: rose red city) på grund av att de viktigaste byggnaderna i staden är gjorda av röd sandsten och att hela staden är vänd åt väster, så att den fångar solnedgången över Irländska sjön.
Peel är ett populärt turistområde, för staden har små smala gränder med fiskestugor, sandstränder och flera turistattraktioner. Bland annat Peel Castle som är beläget på den lilla ön St Patricks Isle. Floden Neb finns också i närheten. Staden är Isle of Mans största fiskehamn.
Peel är också födelsestaden för Isle of Mans enda mikrobil, Peel Trident och Peel P50.
Den här artikeln är helt eller delvis baserad på material från engelskspråkiga Wikipedia.